# Terracotta Museo

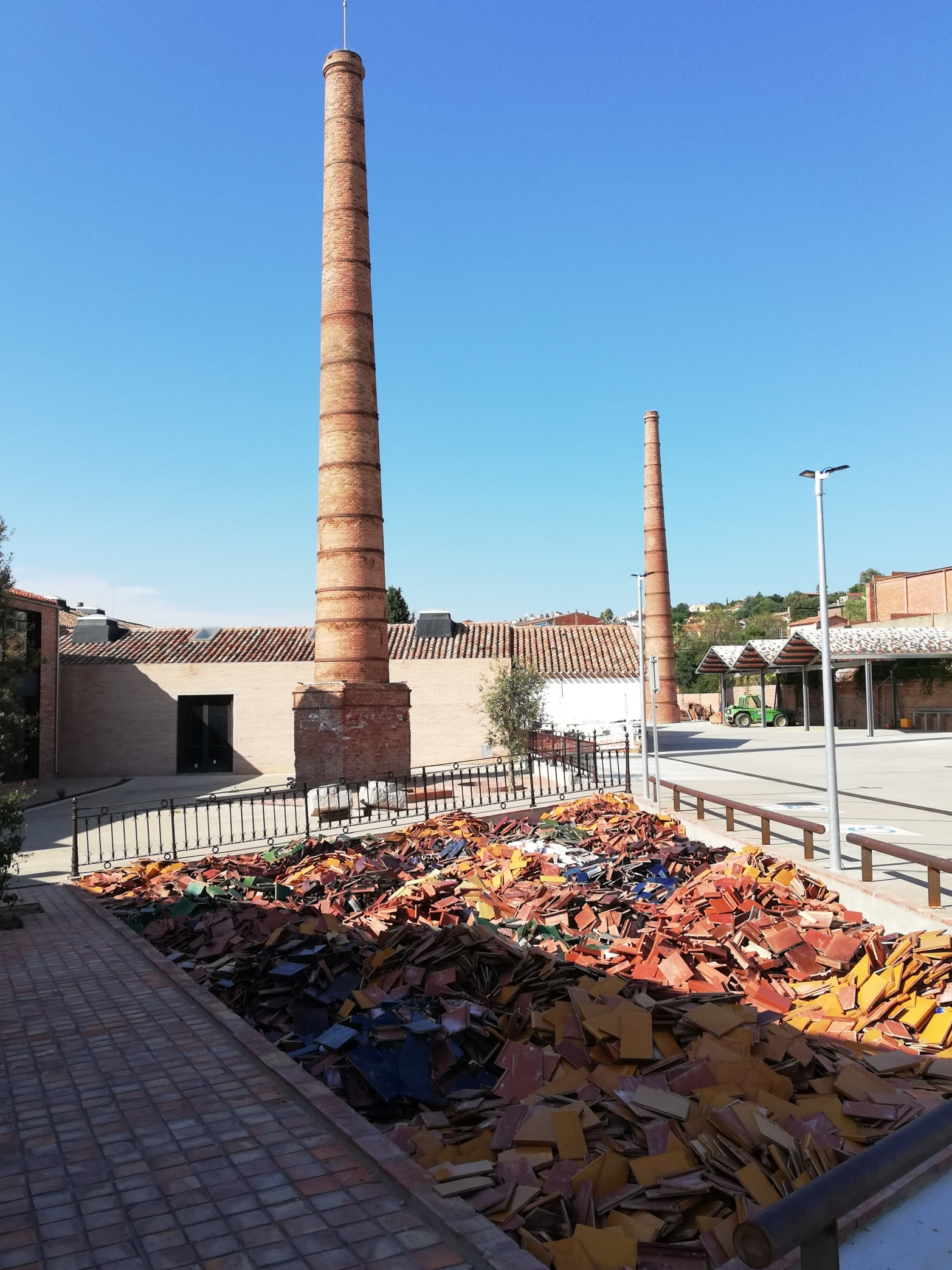
Una de las dos chimeneas del Terracotta, en el patio.

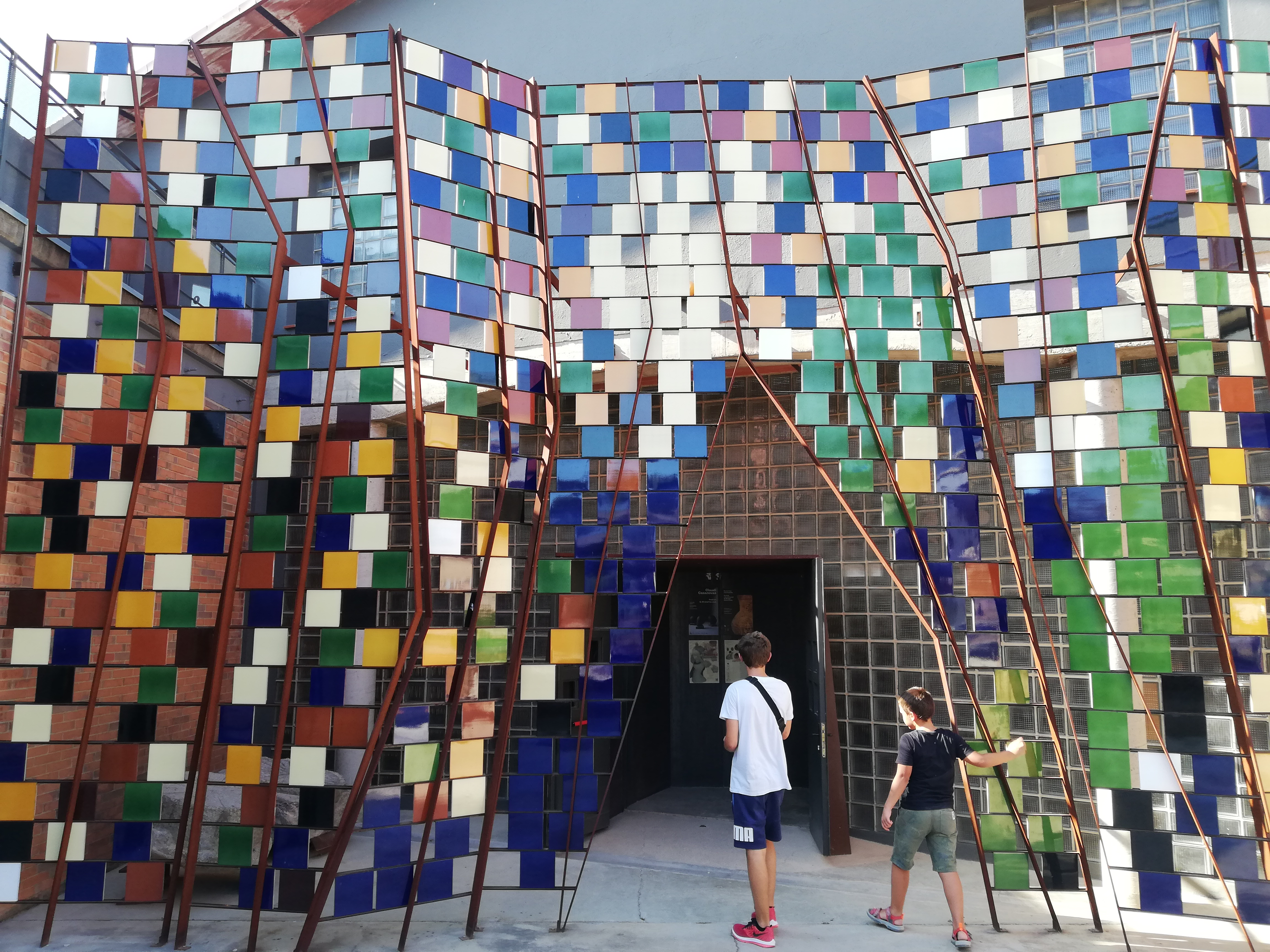
Entrada del museo

El Terracotta Museo, en La Bisbal del Ampurdán (Gerona, España), es un museo de alfarería y cerámica industrial inaugurado en 1991.
El museu forma parte de la Academia Internacional de Cerámica del Sistema Territorial del Museo Nacional de la Ciencia y de la Técnica de Cataluña y de la Red territorial de Museos de las Comarcas de Gerona y de la Red de Museos de la Costa Brava.

## Edificio
El museo está ubicado en la antigua fábrica de revestimientos cerámicos Terracotta, la más antigua de La Bisbal del Ampurdán, fundada en 1928. El edificio, construido en 1922, se fue ampliando progresivamente hasta alcanzar la superficie actual, de cerca de 6.000 metros cuadrados, la mitad de los cuales son espacios exteriores. La fábrica cesó definitivamente su actividad industrial en 1984, y tres años más tarde fue adquirida por el ayuntamiento de la ciudad, que la reformó para instalar el museo. 

## Historia
La primera noticia documentada, que menciona el oficio de alfarero en La Bisbal, se encuentra en un cabreo de 1511. Desde su origen, este oficio ha generado un importante patrimonio material en esta localidad ampurdanesa. Parte de ello son las instalaciones que adaptadas como museo se inauguraron en 1991 con una sala de exposiciones temporales, y en 1998 se abrió al público la exposición permanente, tras un rehabilitación parcial que se completó entre 2010 y 2015.
Las obras supusieron la transformación radical de la institución y, sin duda, marcaron su porvenir. La reforma realizada comportó, por un lado, la monumentalización del edificio con el fin de incrementar su capacidad de promoción y atracción, la adecuación y puesta al día de los diferentes servicios y, por otro, la redacción y ejecución de un nuevo proyecto museográfico que permitió renovar la exposición permanente y programar una oferta de actividades culturales y de ocio renovada.
El Museo representa para la industria cerámica de la Bisbal y de las comarcas gerundenses un emblema sectorial de primer orden que realza sus valores de tradición (muchas de las empresas actuales son más que centenarias); sin duda el Museo es, en estos momentos, la apuesta cultural de mayor proyección de la Bisbal y uno de los museos de cerámica más importantes del país.

## Exposición
El Terracotta Museo cuenta con un fondo de más de 11.000 piezas, de las cuales unas 3000 proceden de toda la península ibérica y han sido cedidas por la Generalidad. La exposición cuenta con cuatro ejes temáticos, que tratan la cerámica, la cerámica preindustrial, el desarrollo industrial y un tributo a sus creadores. También se pueden visitar los antiguos hornos y chimeneas de la fábrica Terracotta, rajoleria y cerámica de creación.

### Ámbitos
- Cerámica: El desarrollo de la industria de la cerámica depende, en buena medida, de las condiciones medioambientales de la zona donde se lleva a cabo esta actividad. La cerámica necesita poder tener a su alcance unas materias primas que solo puede suministrar la naturaleza: la arcilla, el combustible y el agua. El macizo de Les Gavarres es el área natural que tradicionalmente ha provisto de las materias primas a La Bisbal y, en definitiva, la que ha posibilitado el desarrollo de su industria. De los depósitos arcillosos de este macizo, los alfareros de La Bisbal han extraído los tipos de tierras más apropiados y, en sus bosques, una gran variedad de leña que han permitido adecuarse a las diferentes necesidades planteadas por las técnicas de cocción bisbalenses. Los objetos de cerámica, tanto de ladrillería como de alfarería, son, en toda su sencillez y cotidianeidad, una de las manifestaciones humanas que mejor explicitan los cambios y la evolución histórica. Aparecen en todas las civilizaciones y en todos los tiempos históricos. La creación de unas formas básicas, universales, está estrechamente vinculada con las necesidades de la humanidad a lo largo de los tiempos, y han ido variando paralelamente en su desarrollo histórico. Las formas más simples (panzudas, cilíndricas y prismáticas) se adaptan a las primeras necesidades del hombre, como por ejemplo comer, beber y construir. Más adelante, a medida que van apareciendo nuevos requisitos, los objetos de terracota toman otras funciones, y se convierten en uno de los materiales preferidos para llevar a cabo manifestaciones de carácter artístico o decorativo.[3]
- Cerámica pre-industrial: La ladrillería y la alfarería son dos actividades artesanales vinculadas a un modelo de sociedad predominantemente rural, de base agraria y de economía de subsistencia. La ladrillería elabora piezas destinadas a cumplir funciones auxiliares para la construcción. Son productos toscos, austeros y sencillos; los objetos se hacen para poder aguantar, sostener y soportar, con una gran generosidad en lo que se refiere a su resistencia. Las piezas de ladrillería se elaboran a mano, siguiendo un proceso de trabajo idéntico en el que tan solo cambia el molde de madera. La obra propia de ladrillería se caracteriza por sus formas cuadradas y rectangulares, de grosores variables y sin ningún tipo de decoración. Por este motivo, podríamos decir que algunas de estas piezas, a pesar de seguir los procesos propios de la cerámica, por sus dimensiones, su grosor y su peso están mucho más cerca de la piedra que de la cerámica. La alfarería tradicional cubría las necesidades cotidianas: cocinar, comer, beber... La alfarería de La Bisbal se caracteriza por estar hecha al torno, cocida una única vez en hornos de leña (monococción) y con tres tipos de acabado principales: el rústico o mate (piezas para la construcción y el ganado), el fumado (piezas de uso doméstico que presentan una coloración negra por humo) y el vidriado o barnizado (colores paja, rojo y verde obtenidos con engobes y barniz de plomo o galena). La decoración con barniz se limitaba a algunas partes de las vasijas en el caso de obra de barro (botijos, botijos de un solo pitorro, ollas, lebrillos); en cambio, para colorear la obra de pisa (platos, bandejas, barreños, cuencos) se utilizaban los engobes locales (rojos y blancos).[4]
- Cerámica industrial: El uso de las máquinas en la industria cerámica revolucionó el sistema productivo tradicional, e hizo que algunas tareas propias del alfarero, que a menudo representaban una considerable inversión de tiempo y esfuerzos, se realizaran en cuestión de minutos mediante un artilugio mecánico. El concepto de cerámica industrial se aplica a todos aquellos procesos relacionados con la cerámica en los que la energía muscular del hombre se substituye por otras energías no humanas, básicamente mecánicas y eléctricas. Pero la industrialización de la cerámica no se produce de forma repentina, sino gradual y, por tanto, durante muchos años convive con técnicas y utillajes heredados de la época preindustrial. La mecanización facilita una reducción significativa del tiempo de fabricación de un objeto especialmente en aquellos que se elaboran según un proceso seriado, y permite una clara reducción de los costes de fabricación. La calidad del objeto producido mecánicamente suele ser menor, aunque como más alto sea el grado de conocimiento de una técnica en todas sus fases, más fácil es utilizar la máquina de manera adecuada y también ensayar todas sus formas de uso.[5]

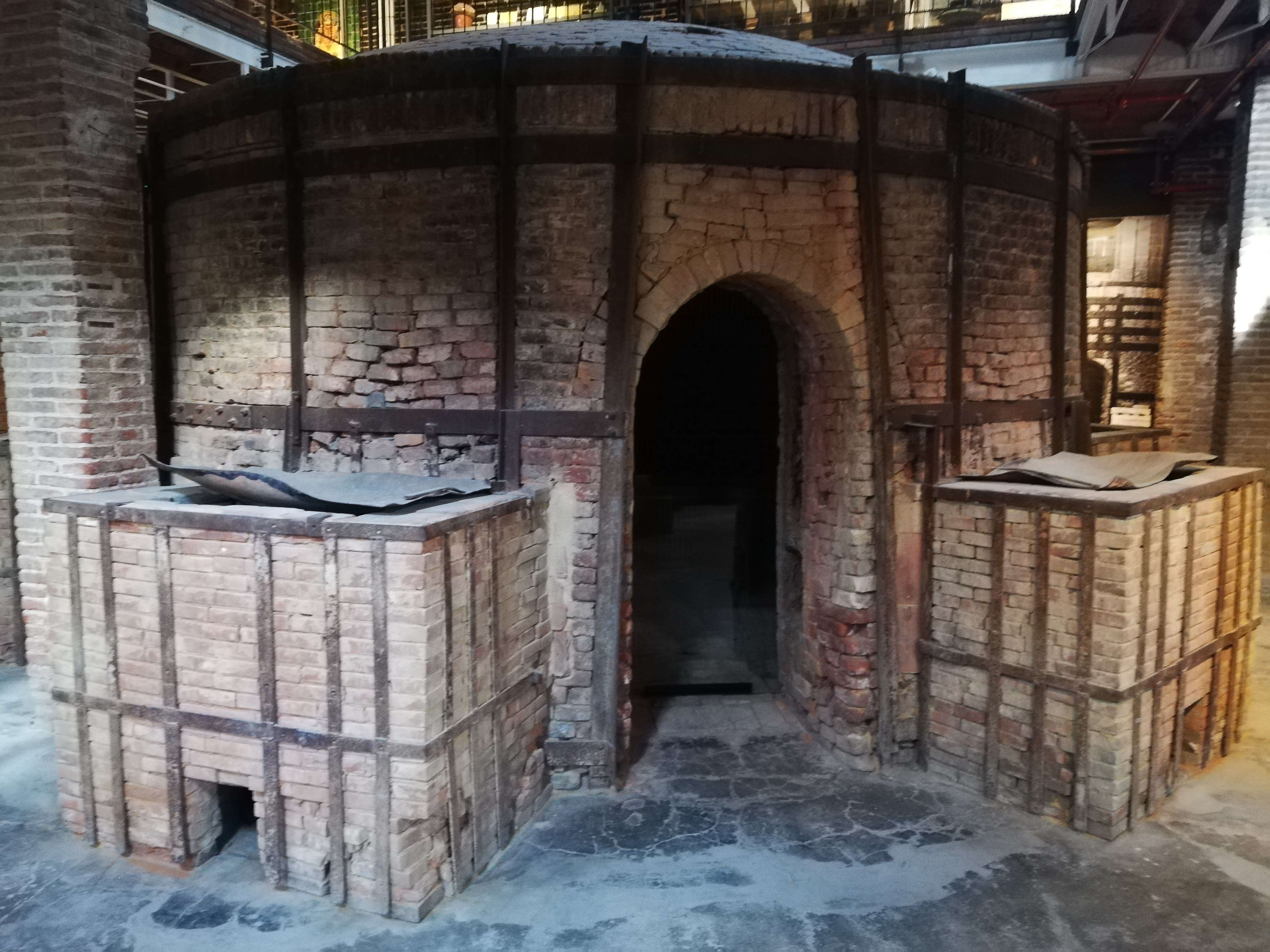
Uno de sus cuatro hornos de llama invertida

- Uno de sus cuatro hornos de llama invertidaCreadores:  A principios del siglo XX, y a resguardo del modernismo, aparecerá un grupo de artesanos-artistas muy especializados que dará impulso a una intensa actividad en el campo de la cerámica artística, lo que supondrá el primer reconocimiento de los valores estéticos y decorativos de la cerámica por encima de los valores de función y uso. Estos primeros artistas se dedicarán –algunos plenamente– a abastecer un mercado floreciente con piezas hasta entonces desconocidas. A partir de 1940 el descenso de la producción de alfarería tradicional empeora, hasta un punto casi terminal, de forma paralela a la consolidación de los grandes cambios culturales, económicos y sociales hacia un modelo de sociedad mucho más urbana e industrial. También contribuye a este descenso la aparición de nuevos materiales substitutivos de la cerámica, como el plástico o el acero inoxidable. Una situación de desestructuración de la cerámica que habría sido terminal si a partir de los años cincuenta no se hubiera producido el “boom” del turismo. La aparición y posterior consolidación gradual del fenómeno turístico permitirá que algunos obradores bisbalenses reorienten su producción y se adapten a las nuevas necesidades, transformando las antiguas vasijas de alfarería en objetos básicamente decorativos. A partir de ese momento y hasta la fecha, la cerámica artesana vivirá una transformación gradual, variando sus usos y utilidades tradicionales en función de las exigencias estéticas de este nuevo público, adaptando sus diseños y colores a los gustos de los nuevos consumidores y abarrocando las formas y las técnicas decorativas. No obstante, esta circunstancia tuvo consecuencias importantes en el tipo de producción y, a partir de este momento, los objetos perderán el sentido del equilibrio y coherencia que habían tenido hasta entonces.[6]

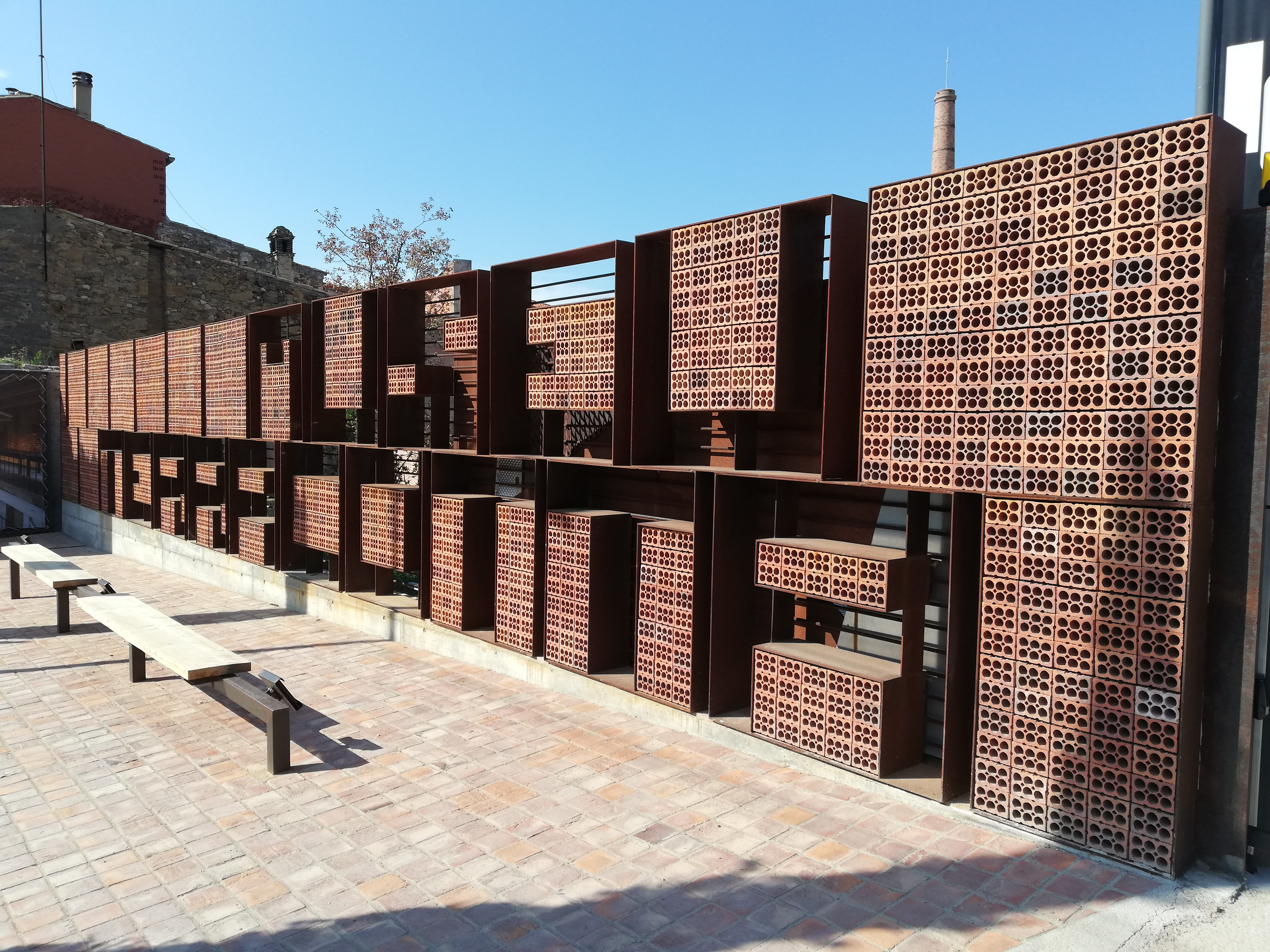
Entrada al recinto

### Objetos destacados
- Tierra: La tierra es la materia básica que los ceramistas utilizan para la fabricación de objetos. Mezclada con agua se convierte en una masa plástica apta para ser moldeada, que conserva la forma dada después de secarse y, una vez cocida, adquiere gran dureza. Las tierras se localizan en los depósitos arcillosos, llamados terreras. La tierra roja, muy plástica, se ha utilizado tradicionalmente en la elaboración de vasijas de uso doméstico; la tierra blanca, de textura más dura, es más adecuada para las piezas de ladrillería.[7]
- Olla: La industria de la cerámica, refugiada en su sencillez y cotidianeidad, aparece en todas las civilizaciones y en todos los tiempos. La evidente similitud formal entre objetos de épocas históricas bien diferentes y entre culturas diversas nos demuestra la universalidad y perdurabilidad de algunas tipologías básicas, especialmente aquellas relacionadas con los alimentos: ollas, cuencos y jarras. Son, todos ellos, objetos utilitarios que demuestran la permanencia de ciertos usos, así como la perdurabilidad de unas formas de vida.[8]
- Medida de vino: Los ceramistas de La Bisbal tenían un alto grado de conocimiento de su oficio. La alfarería tradicional sigue siempre unos criterios de funcionalidad, equilibrio y sobriedad adecuados a unas formas de vida campesina y menestral, y su utilidad va siempre ligada a los quehaceres diarios: el botijo era el rey de fuentes y pozos, la olla ocupaba su sitio encima de los fogones, la jarra guardaba aceitunas, el barreño estaba presente en la matanza del cerdo y la tina olía a colada.[9]
- Ladrillo "de abanico": La ladrillería elabora objetos destinados a la construcción. Son productos que nos acercan a unas formas de vida vinculadas a un mundo que busca la fortaleza y la solidez de las cosas y están pensados para hacer frente a las inclemencias del tiempo, a los golpes de los animales o al exceso de peso. La obra propia de ladrillería se caracteriza por sus formas cuadradas y rectangulares, de grosores variables y sin ningún tipo de decoración; cuando se decoran, como en el caso de la baldosa de secadero o los ladrillos llamados “de abanico”, es para cumplir un papel estrictamente funcional.[10]
- Galletera: Limitada inicialmente a las industrias de pavimentos, la mecanización no se generalizará al resto de la manufactura cerámica bisbalense hasta la segunda década del siglo XX. Hasta ese momento, las innovaciones no vendrán por la incorporación de tecnología, sino por la optimización y mejora de ciertas fases del proceso artesanal y por la especialización en el trabajo. No será hasta el año 1914 cuando, con la introducción de la máquina galletera, se afianzará la industrialización en la cerámica bisbalense. La necesidad de disponer de grandes existencias de tierra para asegurar el aumento del abastecimiento de arcilla comportará la aparición de la coladora; su introducción, junto con otras máquinas complementarias (laminadoras, cortadoras), facilitará poder fabricar a escala industrial tanto el ladrillo mate para pavimento como el ladrillo vidriado de revestimiento. La expansión de la producción supondrá una mayor especialización productiva y la aparición de las primeras industrias auxiliares.[11]
- Tren cargado de ladrillos: La gradual industrialización del oficio producirá la necesidad de tener grandes existencias de tierra para asegurar el abastecimiento. La aparición de la coladora permitirá acelerar esta fase del proceso. Su introducción, junto con la galletera y otras máquinas complementarias (laminadoras, cortadoras manuales), facilitará poder fabricar a escala industrial tanto el ladrillo mate para pavimentar como el ladrillo vidriado de revestimiento. La expansión de la producción supondrá una mayor especialización productiva y la aparición de las primeras industrias auxiliares, al mismo tiempo que la existencia del ferrocarril facilitará el transporte de mercancías.[12]
- Botijo modernista: A principios del siglo XX la manufactura alfarera tradicional de La Bisbal entra paulatinamente en crisis, muy condicionada por el cambio estructural que supondrá la progresiva transformación de una sociedad rural a urbana. No obstante, esta situación, lejos de hundir el negocio, estimulará la aparición de otras manufacturas alternativas, como la cerámica decorativa y el desarrollo extraordinario que experimentará la cerámica arquitectónica.[13]
- Hornada de cerámica: A partir de 1940 la producción de la alfarería tradicional empeora definitivamente, debido principalmente al abandono gradual de las actividades campesinas tradicionales hacia un modelo de sociedad mucho más urbano e industrial, así como la aparición de nuevos materiales substitutivos. Una situación que habría sido terminal si a partir de los años cincuenta no se hubiera producido el fenómeno del turismo. Este permitió que algunos obradores bisbalenses reorientasen su producción y transformasen las antiguas vasijas de alfarería en objetos básicamente decorativos, adaptando sus diseños y colores a los gustos de los nuevos consumidores.[14]

## Espacios de exposiciones temporales
- Sala de exposiciones temporales  Con una superficie de casi 180 m², se trata de la principal sala expositiva del Terracotta y, consecuentemente, el escaparate más importante de la actividad desarrollada por el Museo. Con una periodicidad de exposiciones cuatrimestral, presenta unos contenidos muy vinculados a mostrar la obra de destacados ceramistas, aquellos que ya tienen una trayectoria reconocida.
- Espai "La Peixera"  "La Peixera" es un espacio expositivo destinado a la reflexión, investigación y difusión de la cerámica. El espacio está pensado para poder acoger una programación dinámica de exposiciones temporales que bajo el comisariado de la Associació de Ceramistes de la Bisbal y la producción del Terracotta Museu, muestre e impulse la cerámica de creación contemporánea.
- Espai "Actualitat"  Espacio dedicado de manera monográfica a la actualidad de la cerámica artística y decorativa bisbalense. Se trata de un espacio que muestra el trabajo del conjunto de artistas ceramistas que actualmente están dando relieve a la nueva cerámica bisbalense. Coproducida con la Associació de Ceramistes de la Bisbal, muestran su obra alrededor de una treintena de artistas. Se renueva cada año en su totalidad y permite la comunicación y la implicación del sector con el proyecto del museo.
- Espai "El Forn"  El eje central de circulación interior del museo lo forman los cuatro hornos de llama invertida. Los cuatro han valorizar patrimonialmente y se han incorporado a la exposición permanente como piezas básicas para poder explicar el proceso de la cocción cerámica. Uno de ellos se ha transformado en un espacio de exposiciones temporales : "El Forn". Con una periodicidad semestral, el espacio reducido está pensado para exponer piezas cerámicas muy escogidas procedentes de colecciones tanto privadas como públicas.

## La antigua fábrica
El espacio físico donde se ubica la actual sede del Terracotta Museo de la Bisbal ha sido, desde hace muchos años, un lugar dedicado a la fabricación de cerámica. A principios de siglo ya encontramos instalada una alfarería, denominada “Àmfora”, especializada en elaborar cerámica para uso doméstico.
En el año 1922, Salvador Fuster adquiere un solar de 5.467 m² situado en la calle industria núm. 8 para construir una fábrica dedicada a la elaboración de cerámica de revestimiento. Muy pronto, el éxito de la nueva industria estimulará ampliar el espacio; en el año 1926, Fuster compra un solar contiguo como almacén y embalaje, en el que ya existía una edificación utilizada anteriormente por “Nicolau i CIA”, también dedicada a la fabricación de cerámica aplicada a la construcción. En 1928 se constituye la Sociedad Terracotta-Fuster SA (con el arquitecto Pelayo Martínez como uno de los principales accionistas) para continuar con la misma actividad pero ahora con una orientación mucho más industrial.
La evolución arquitectónica de la fábrica, que abarca desde la edificación del núcleo primitivo (antes de 1922) hasta la consolidación de la planta actual del edificio, pasa por sucesivas ampliaciones y reestructuraciones, hasta llegar a la última de 1970. Esta industria, con momentos muy exitosos y con momentos de decaimiento, prosiguió con la producción hasta el año 1984, cuando suspendió definitivamente su actividad. En 1987 fue adquirida por el Ayuntamiento de la Bisbal con el fin de instalar el Museo.